# Метод кенгуру

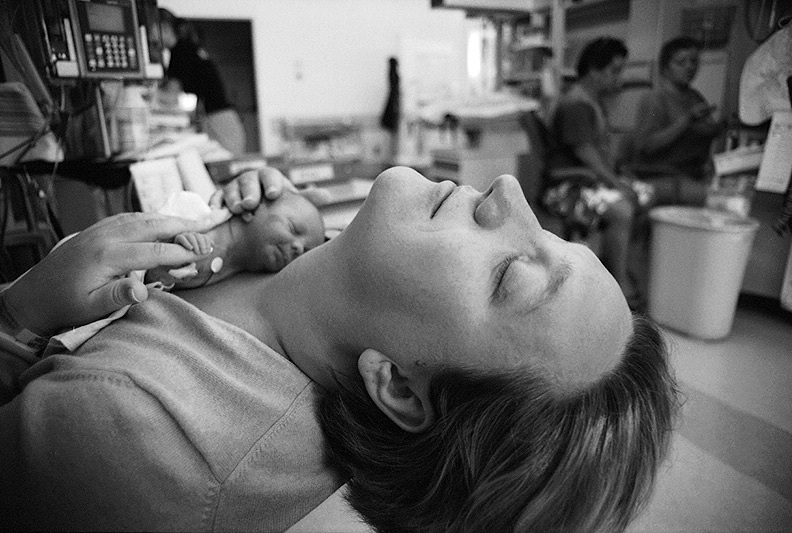
Мама держит своего недоношенного ребёнка в медицинском центре Капиолани, Гонолулу, Гавайи

Метод кенгуру, или метод кожа к коже, — техника выхаживания, практикуемая при преждевременных родах, в которой ребёнок находится кожа к коже с матерью. Метод ухода Кенгуру за недоношенными детьми может быть ограничен до нескольких часов в день, по медицинским показателям малыша. Но если с медицинской точки зрения малыш является стабильным, время нахождения на родителях может быть продлено. Некоторые родители могут держать своих детей в течение многих часов в день.
Метод кенгуру, названный в честь сходства с тем, как некоторые сумчатые выхаживают своих детей, был первоначально разработан для ухода за недоношенными новорождёнными в районах, где инкубаторы либо недоступны, либо ненадежны.

## Описание

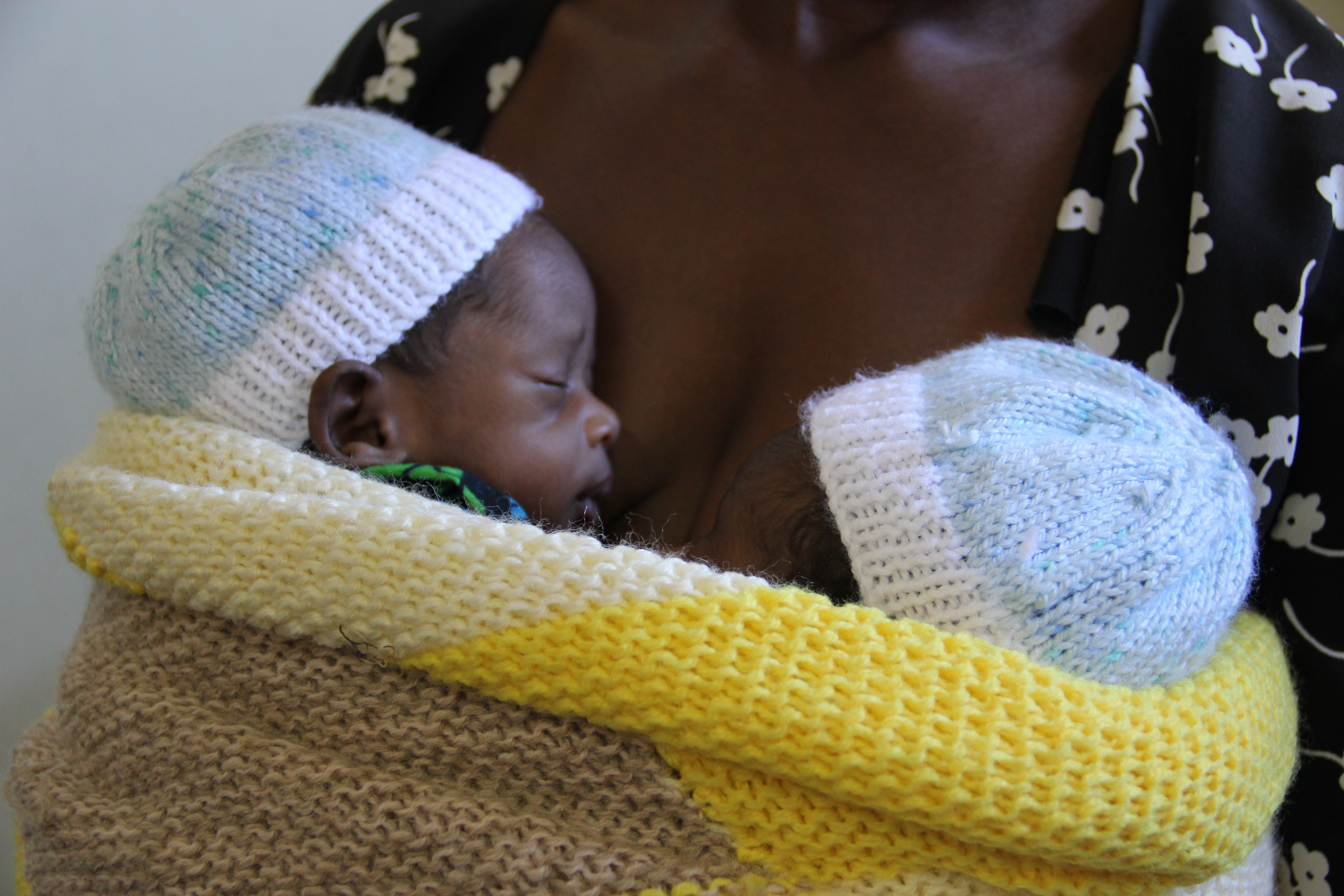
Женщина держит своих недоношенных внуков близнецов по методу Кенгуру. Данная позиция позволяет сохранять надлежащую температуру малышам.

Метод кенгуру основан на близости детей и членов семьи, благодаря прямому соприкосновению кожей с одним из родителей (как правило, с матерью) и позволяет проводить естественное кормление грудью во время нахождения младенца в такой позиции. Контакт кожа к коже обеспечивает физиологическую и психологическую близость. Стабильная температура тела родителя помогает регулировать температуру новорождённому, более плавно, чем в инкубаторе.
Ранее недоношенных младенцев рекомендовалось разлучать с матерью для нормализации состояния под обогревателем или в инкубаторе в течение 3—7 дней. Однако более новые исследования подтвердили, что метод кенгуру, практикуемый сразу после рождения, позволяет снизить частоту смертности, сократить вероятность переохлаждений и инфекций, а также улучшить показатели кормления. Данный метод является оптимальным для новорождённых с массой тела 1500—2500 г и без угрожающих жизни состояний.
Метод кенгуру распространён во многих клиниках по всему миру в качестве безопасного метода поддержки младенцев с низкой массой тела. Одно исследование показало, что данный метод распространён в 82 % отделений интенсивной терапии новорождённых США. В России мало распространён на недоношенных детей, но используется для психологической адаптации мам к здоровым детям. Появляются и практики в отношении недоношенных детей.

## Применение по странам

### Россия
С 2011 года метод «кенгуру» в России не только признан, но и рекомендован в официальных документах для использования в работе врачей родильных домов и перинатальных центров.
В методическом письме Министерства здравоохранения и социального развития РФ от 16 декабря 2011 г. N 15-0/10/2-11336 «Интенсивная терапия и принципы выхаживания детей с экстремально низкой и очень низкой массой тела при рождении», ниже приведены выдержки:
Контакт «кожа к коже» по методу «кенгуру» обеспечивает быстрое и полноценное согревание ребёнка без применения дополнительных источников тепла.
Более высокая степень термостабильности ребёнка достигается положением тела (флексия, положение на животе).
Инкубатор, пелёнки, весы и др. подлежат предварительному нагреву до контакта с кожей ребёнка.

## Польза

### Для родителей
Метод кенгуру может быть использован обоими родителями. Данный метод несёт множество полезного для родителей, так как повышает чувство ответственности за своё дитя, увеличивает привязанность и желание защищать своего ребёнка.
Увеличивает выработку молока и пищеварение малыша во время естественного вскармливания.

### Для отцов
Оба родителя получают пользу от прикосновения к своим детям, но в случае мужчин это не просто прикосновение, а реальная забота о малыше. Она повышает привязанность отца к ребёнку и позволяет почувствовать отцу его важность для малыша. Ребёнок во время таких процедур привыкает к голосу и запаху папы.
А также использование груди отца для этого метода даёт возможность матери отойти от наркоза и последующих вмешательств в свой организм.

### Для медицинских учреждений
Метод кенгуру позволяет проводить обучение родителей во время применения метода, а также сократить время пребывания детей в стационарах, что снижает накладные расходы на медицинское обслуживание.

### Для общества
В целом, метод выхаживания кенгуру способствует снижению заболеваемости и смертности в первые месяцы жизни, предоставляет возможность для обучения родителей во время послеродовых и последующих посещений, и уменьшает внутрибольничные сопутствующие затраты.

## Общество и культура
Международный день метода кенгуру отмечается во всем мире 15 мая с 2011 года.
В это день принято распространять информацию о данном методе в целях повышения данной практики ухода в отделения интенсивной терапии новорождённых, послеродовых поликлиниках и любых других учреждениях, в которых имеются новорождённые дети до 3-месячного возраста.